# Rio Cauca
O rio Cauca é um dos mais importantes cursos de água da Colômbia. Nasce no Maciço Colombiano e desagua no rio Magdalena. No seu percurso passa por mais de 180 cidades. Em sua bacia hidrográfica têm-se várias atividades econômicas, principalmente agrícolas.
É no rio Cauca que se situa a barragem Hidroituango, que em maio de 2018 se encontra em grave risco de desmoronamento. O perigo levou à evacuação de 25000 pessoas.
Em 2023, Jurisdição Especial de Paz (JEP) da Colômbia reconheceu rio como vítima de um conflito armado e caracterizou os danos sistemáticos causados ao rio Cauca como crimes de guerra.

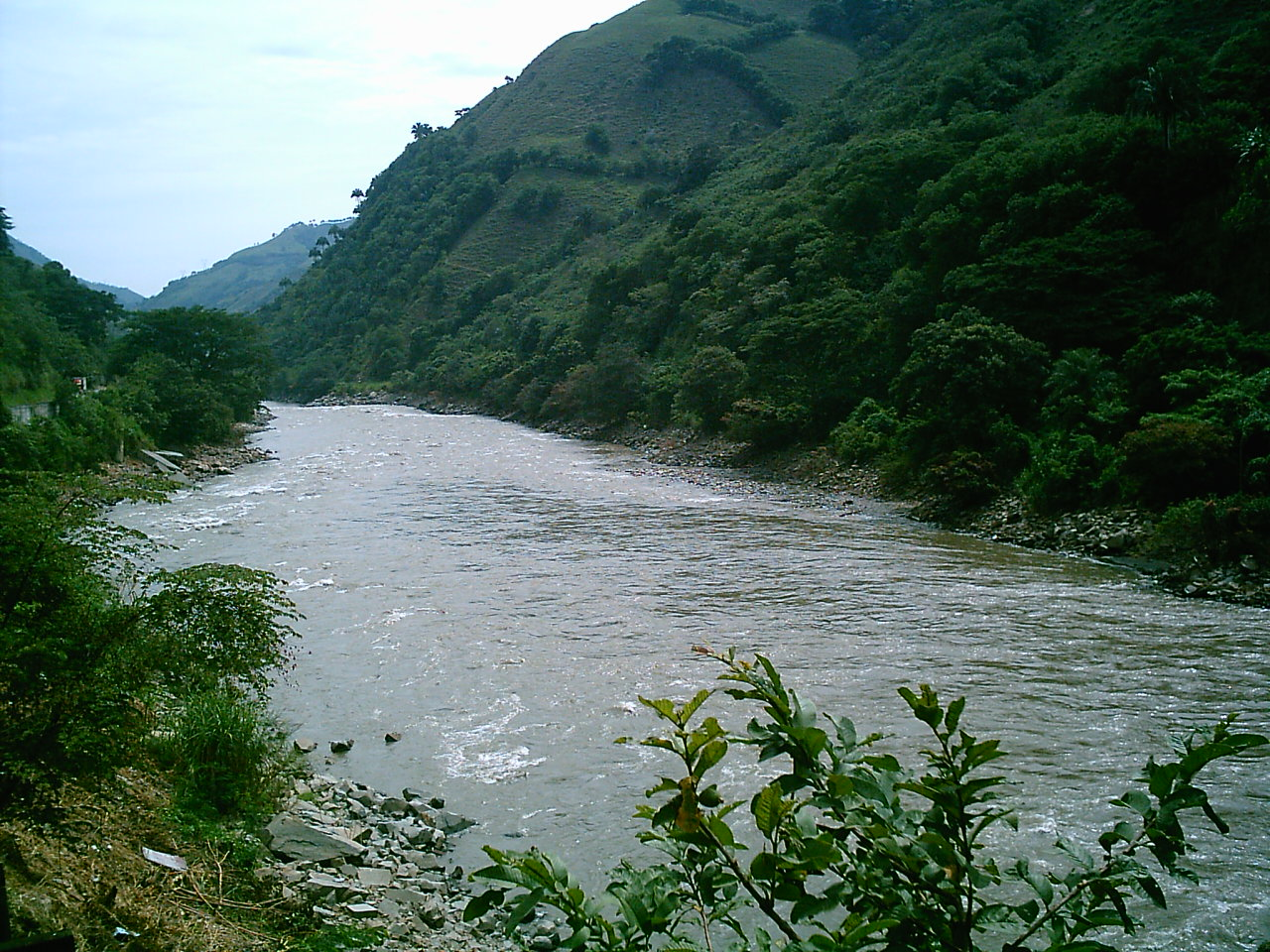
Rio Cauca no departamento de Antioquia

Em 2023, Jurisdição Especial de Paz (JEP) da Colômbia reconheceu o rio Cauca como vítima do conflito armado, qualificando os danos sistemáticos causados a esse curso d’água como crimes de guerra.